# Алипов, Гиззат Мукашевич
Гиззат Мукашевич Алипов (25.12.1924 — 19.07.1986) — командир отделения 599-го отдельного сапёрного батальона 312-й стрелковой дивизии 69-й армии 1-го Белорусского фронта, старшина.

## Биография
Родился 25 декабря 1924 года в селе Большой Бугор Денгизского уезда Букеевской губернии в крестьянской семье. Казах.
Окончил 9 классов. Работал в колхозе.
В Красную Армию призван в 1942 году Денгизским райвоенкоматом Гурьевской области Казахской ССР. В боях Великой Отечественной войны с июля 1943 года. Воевал на Западном, 1-м Украинском и 1-м белорусском фронтах Был командиром мотделения автоматчиков, в первых боях был тяжело ранен. После госпиталя был направлен в саперный батальон, с которым прошел до конца войны. Член ВКП/КПСС с 1944 года.
Командир отделения 599-го отдельного сапёрного батальона сержант Гиззат Алипов 18 июля 1944 года у села Дольск Любешовского района Волынской области Украины во главе группы сапёров проделал проход в проволочном заграждении, чем способствовал успеху атаки пехотинцев. За мужество и отвагу, проявленные в боях, 21 июля 1944 года сержант Алипов Гиззат награждён орденом Славы 3-й степени.
14 января 1945 года северо-восточнее польского города Зволень командир отделения 599-го отдельного сапёрного батальона старший сержант Гиззат Алипов проделал с отделением три прохода в минном поле, обеспечив выполнение боевой задачи подразделением. За мужество и отвагу, проявленные в боях, 21 февраля 1945 года старший сержант Алипов Гиззат награждён орденом Славы 2-й степени.
В ночь на 17 апреля 1945 года командир отделения 599-го отдельного сапёрного батальона старшина Гиззат Алипов лично руководил группой разграждения близ города Лебус. 23 апреля 1945 года старшина Алипов с воинами-сапёрами вверенного ему отделения навёл переправу на реке Шпре.
Указом Президиума Верховного Совета СССР от 15 мая 1946 года за образцовое выполнение заданий командования в боях с немецко-вражескими захватчиками старшина Алипов Гиззат награждён орденом Славы 1-й степени, став полным кавалером ордена Славы.
В 1945 году Г. Алипов демобилизован. В 1958 году окончил Уральский сельскохозяйственный техникум. Только через 22 года после Победы ветерану был вручен последний боевой орден — Славы 1-й степени.
Работал председателем колхоза в селе Кзыл-Оба (ныне село Гизата Алипова) Гурьевской области Казахстана.
Скончался 19 июля 1986 года.
Награждён орденами Отечественной войны 1-й степени, Славы 1-й, 2-й и 3-й степени, медалями.